# Judges’ Lodgings
A Judges’ Lodgings (jelentése bírák szállása) a walesi Monmouth egyik műemlék épülete. A 18. századi épület a St. James’ Square és a Whitecross Street sarkán áll. Az épület elődje egy 16. századi lakóház volt, amely a 18. század közepén fogadóként üzemelt Labor in Vain néven, legalábbis egy 1756-ból származó okirat tanúsága szerint. Ekkor sörfőzde is üzemelt benne és istállói is voltak. A 18. század végén Somerset House néven volt ismert, de egy 1822-ből származó okirat ismét eredeti nevén említi. 1835 előtt a monmouthi bíróság alkalmazottai használták, innen származik mai elnevezése.
Az 1870-es években a Royal Monmouthshire Royal Engineers ezred tisztjeinek étkezdéje volt. 1926-ban autójavító műhely üzemelt benne és egy rövid ideig a városi konzervatívok klubjának volt a székhelye.   Ma lakóház. Az épület II. kategóriás brit műemlék (British Listed Building) és egyike a monmouthi örökség tanösvény huszonnégy állomásának.

## Fordítás
- Ez a szócikk részben vagy egészben  a   Judges' Lodgings, Monmouth című angol Wikipédia-szócikk ezen változatának fordításán alapul.  Az eredeti cikk szerkesztőit annak laptörténete sorolja fel. Ez a jelzés csupán a megfogalmazás eredetét és a szerzői jogokat jelzi, nem szolgál a cikkben szereplő információk forrásmegjelöléseként.